# Église Notre-Dame-du-Rosaire de Vieux-Goa

L’Église Notre-Dame-du-Rosaire est un édifice religieux catholique sis à Vieux-Goa en Inde. Construite en 1543 et devenue rapidement paroissiale puis collégiale l’église est le plus ancien des édifices religieux de Goa qui ait survécu sans modification majeure.  
L’église fait partie des Églises et couvents de Goa, un site archéologique et groupe de monuments classés en 1986 au Patrimoine mondial de l'Unesco.

## Histoire
Construite de 1544 à 1547 par Afonso de Albuquerque en accomplissement d’un vœu, l’édifice est le plus ancien des bâtiments religieux du Vieux-Goa ayant survécu sans modification majeure. 
C’est ce qui explique son aspect très différent et sa grande sobriété de style. De l’extérieur l’église a l’aspect d’une petite forteresse. Le porche d’entrée est flanqué de quatre tourelles d’angle de hauteur différente, cylindriques avec coupole et sans ouverture, de style gothique. Les voûtes des chapelles intérieures rappellent le style manuélin. 
C’est de cette colline occidentale du Vieux-Goa qu’Afonso de Albuquerque supervisa la reconquête de Goa le 25 novembre 1510. En souvenir de l’événement il fixa une plaque commémorative dans la mur de la tourelle de droite : « DESTE ALTO ASSISTIU AFFONSO DE ALBUQUERQUE EM 25-XI-1510 A RECONQUISTA DE GOA » 
Dans le sanctuaire, adossé à un des murs latéraux, se trouve un cénotaphe d’alabastre de style persan avec l’inscription : "AQUI IAZ DONA CATIRINA, MOLHER DE GARCIA DE SÁ, A QUAL PEDE A QUEM ISTO LER QUE PEÇA MISIRICÓRDIA A DEOS PARA SUA ALMA" (Ci-git Dona Catarina, épouse de Garcia de Sa, laquelle demande à celui qui lit ceci qu’il demande à Dieu miséricorde pour son âme)  Sur le sol, devant le cénotaphe de Catherine a Piro se trouve la pierre tombale de Garcia de Sá (mort en 1549), son époux, qui fut gouverneur général de l’Inde portugaise de 1548 à 1549.

## Source
- Moreno de Souza: A Short history of the Old City of Goa, Old Goa, Basilica of Bom Jesus, 2000, 44p.